# Tenuipalpus japonicus
Tenuipalpus japonicus är en spindeldjursart som beskrevs av Nishio 1956. Tenuipalpus japonicus ingår i släktet Tenuipalpus och familjen Tenuipalpidae. Inga underarter finns listade i Catalogue of Life.